# Синод єпископів
Синод єпископів — це група єпископів з різних країн світу, що збираються тоді, коли Папа Римський визнає це необхідним для надання йому допомоги для в управлінні церквою. Всі рішення, прийняті синодом єпископів, набирають чинності тільки після їх затвердження Папою.
Другий Ватиканський собор створив Синод єпископів у 1965 році як орган Католицької церкви, який вперше засідав у 1967 році. Починаючи з 1974 року, Папа Римський коментує результати обговорень у постсинодальному листі по завершенню праці синоду єпископів.